# Luigi Riva
Luigi "Gigi" Riva (Leggiuno, 7 november 1944 – Cagliari, 22 januari 2024) was een Italiaanse voetballer.

## Carrière
De linksvoetige spits speelde vanaf begin jaren zestig tot halverwege de jaren zeventig één seizoen bij Legnano in de Serie C en 13 seizoenen bij Cagliari Calcio in de Serie A. In de hoogste competitie van Italië was hij 156 maal doeltreffend in 289 wedstrijden. Hij werd driemaal nationaal topschutter (1967, 1969 en 1970) en met Cagliari werd hij in 1970 landskampioen. Zijn snoeiharde schot met zijn linker leverde hem de bijnaam "Rombo di Tuono" (Ned: Donderslag) op. In 1976 stopte Riva met voetballen na 164 doelpunten in 315 matchen voor Cagliari.
Riva won het EK 1968 en werd vicewereldkampioen in 1970 (Mexico) met Italië. Hij is nog altijd topscorer van het nationaal elftal met 35 doelpunten in 42 interlands.
Luigi Riva was tot na zijn voetbalpensioen altijd zeer betrokken bij het voetbal. Hij was van 1988 tot 2013 teammanager van de Italiaanse nationale ploeg, die in 2006 wereldkampioen werd in Duitsland. In 2011 werd hij vanwege zijn verdiensten opgenomen in de Hall of Fame van het Italiaanse voetbal.
Riva overleed op 22 januari 2024 op 79-jarige leeftijd aan een hartstilstand na een dag eerder in het ziekenhuis te zijn opgenomen met hartproblemen.

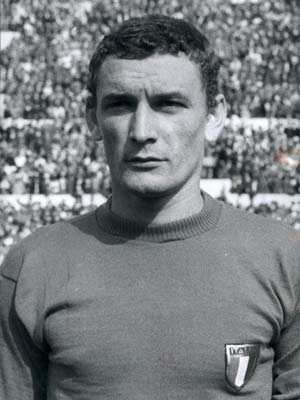
Luigi "Gigi" Riva 1966

- Biblioteca Nacional de España: XX5571229
- Gemeinsame Normdatei: 124234704
- International Standard Name Identifier: 0000 0000 5510 6348
- Library of Congress Control Number: n79041026
- Istituto Centrale per il Catalogo Unico: CFIV049665
- Virtual International Authority File: 39457605